# United Airlines Tournament of Champions 1980
Lo  United Airlines Tournament of Champions 1980 è stato un torneo di tennis giocato sulla terra rossa. 
È stata la 1ª edizione del torneo, che fa parte del WTA Tour 1980. 
Si è giocato a Orlando negli USA dal 28 aprile al 4 maggio 1980.

## Campionesse

### Singolare
Martina Navrátilová ha battuto in finale  Tracy Austin con il punteggio di 6–2, 6–4

### Doppio
- Doppio non disputato